# Ordine di espellere i barbari

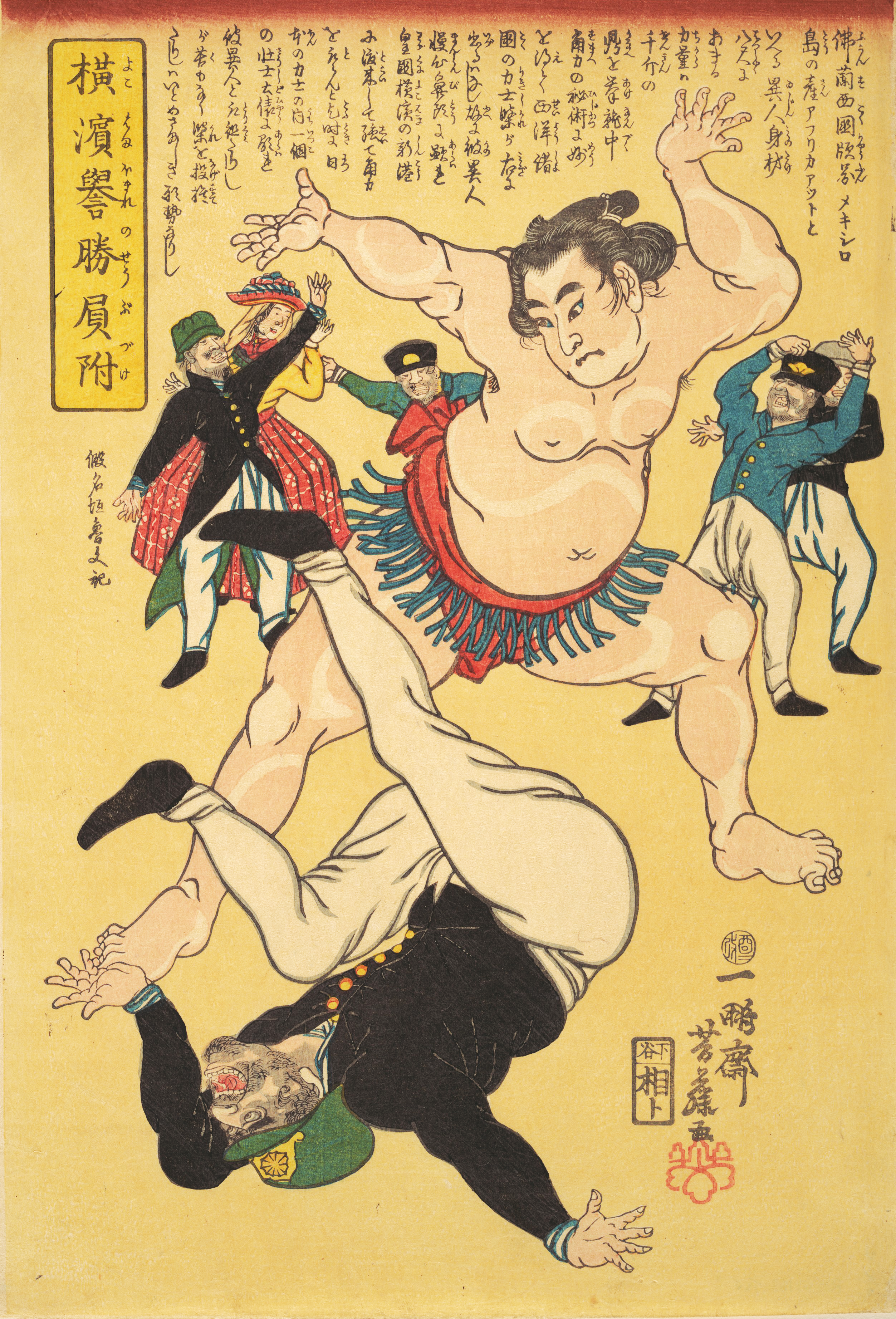
Una immagine del 1861 che rappresenta l'"espulsione dei barbari", jōi (攘夷)

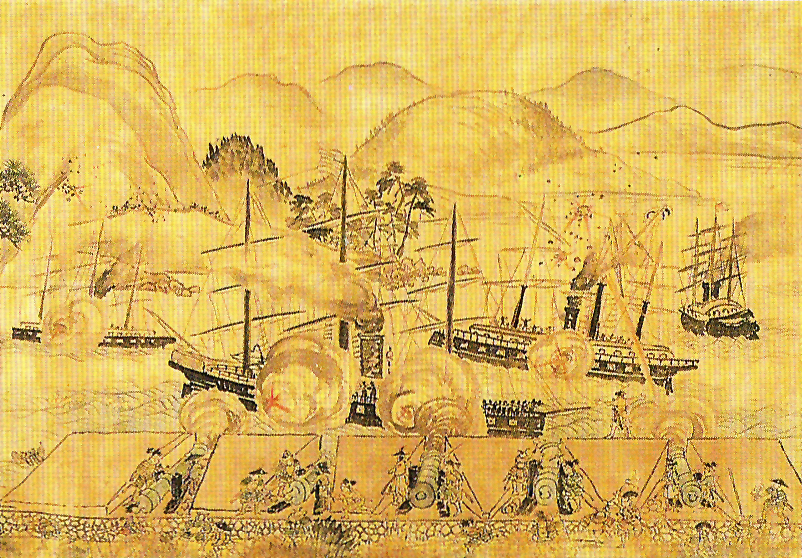
Dipinto che mostra gli uomini di Choshu che attaccano le navi straniere a Shimonoseki

L'ordine di espellere i barbari, noto in giapponese come jōi chokumei (攘夷勅命?) o jōi jikkō no chokumei (攘夷実行の勅命?), fu un editto proclamato dall'imperatore Kōmei nel 1863.

## L'ordine
L'odio verso gli stranieri era molto diffuso all'epoca in Giappone: tale principio era sintetizzato dalla politica del sonnō jōi. L'imperatore Kōmei era un fervente sostenitore dell'isolazionismo giapponese (in tutta la sua vita non conobbe mai né volle conoscere uno straniero) e ruppe con la tradizione prendendo un ruolo attivo nella politica del paese, ripudiando i trattati internazionali e cercando di interferire nella successione dello shōgun per porre freno all'occidentalizzazione del paese. L'11 marzo 1863 emise un editto in cui ordinava a tutti i giapponesi di espellere gli stranieri entro due mesi.

## Conseguenze
Lo shogunato recepì formalmente l'ordine ma non si attivò mai per farlo rispettare, e questo comportò anche attacchi alle forze dello shōgun da parte dei fedeli al tennō. Per contro molti daimyō e i loro samurai iniziarono rappresaglie contro tutti gli stranieri presenti sul territorio giapponese.  Il bombardamento di Shimonoseki fu conseguenza degli atti di intolleranza causati dall'editto, poiché alcuni samurai del clan Mōri spararono colpi di cannone contro le navi nemiche. Questi eventi portarono ad una alleanza dei feudatari contro il governo centrale che sarebbero successivamente sfociate nella guerra Boshin e nel successivo rinnovamento Meiji.